# Asia Motors
Asia Motors Industries, торговое название Asia Motors (кор. 아시아자동차), автопроизводитель в Южной Кореe, созданный в 1965 году и упразднённый в 1999 году. С 1976 года компания являлась дочерней для Kia Motors.

## История

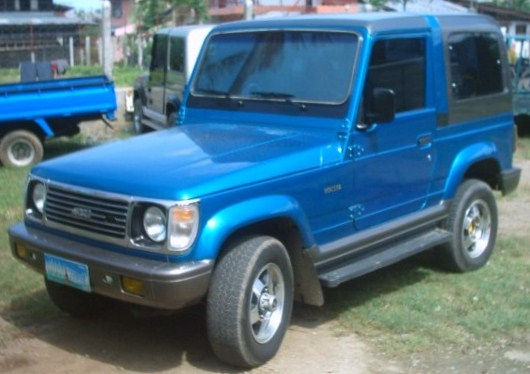
Asia Rocsta на Филиппинах

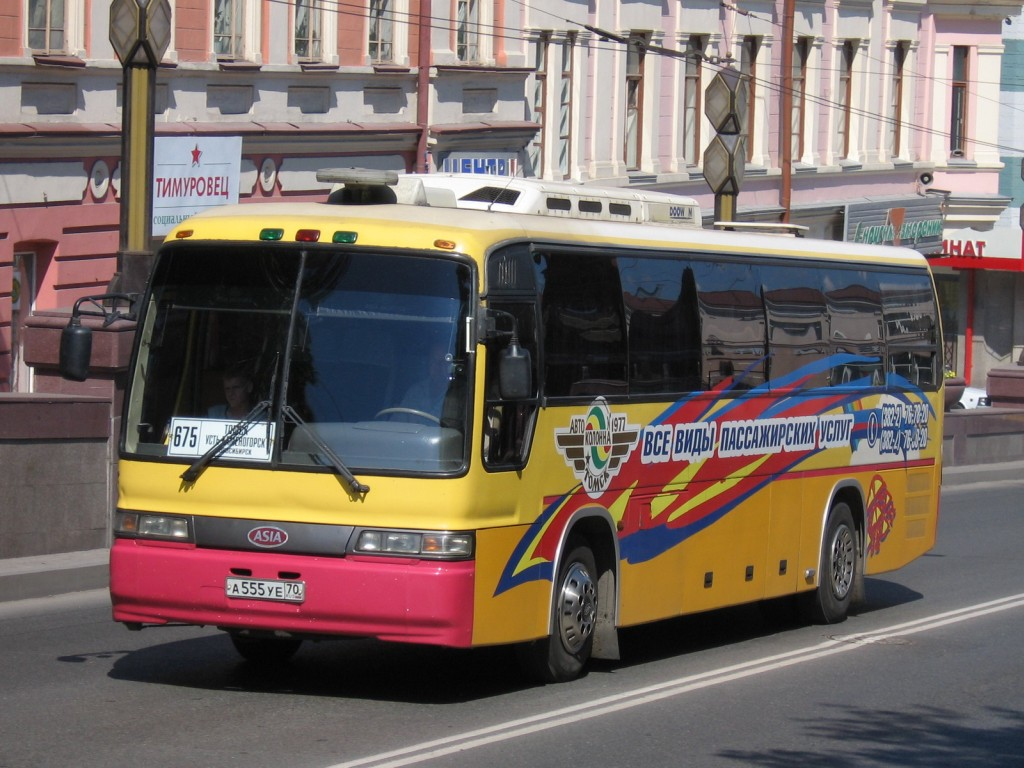
Asia Granbird в России

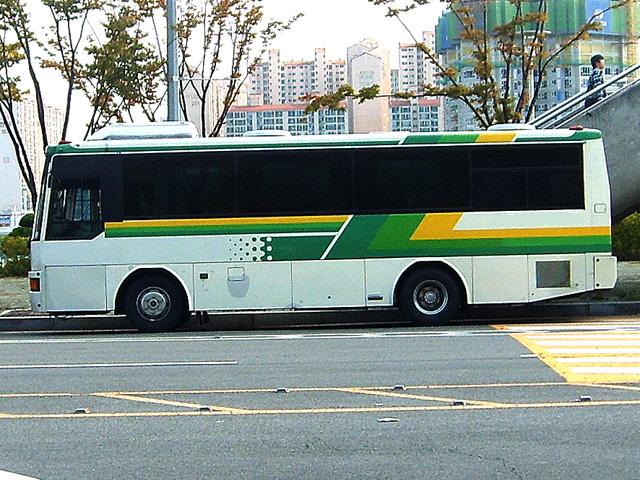
Asia Cosmos AM818

В 1962 году, в качестве одной из мер по выполнению плана первой пятилетки экономического развития, корейское правительство приняло закон, освобождающий от налогов на импортные комплектующие для сборки CKD автомобилей в стране. В 1965 году, в результате, была основана Asia Motor Industries, первоначально вовлечённая в производство военной техники. В этом году, однако, компания начала переговоры с Fiat и в 1969 году стартовала сборка модели Fiat 124. Были освоены сборка внедорожников и тяжёлого транспорта, в том числе крупных и средних грузовиков, специальных военных автомобилей, легких автомобилей, гражданских джипов (малые двойники Jeep назвали Rocsta и позже Retona), производство деталей двигателей, включая сами двигатели, автобусы и мини-автобусы. В 1973 году, правительство Южной Кореи приступило к реализации плана по содействию производства недорогих автомобилей на экспорт. Asia Motors была не в состоянии удовлетворить все условия в рамках данного плана и была приобретена в 1976 году компанией Kia. Hyundai, в свою очередь, приобрела Kia и бренд Asia перестал существовать в 1999 году. Смена Rocsta, автомобиль Retona, продавался под брендом Kia.
Бывшие австралийские дистрибьюторы Asia Motors теперь являются независимой компанией Asia Motors Australia.

## Продукция
Автомобили/джипы/SUV
- Fiat 124
- Asia Rocsta
- Asia Retona
- Towner

Малые и средне-размерные автобусы
- Kia Combi (AM805/815/825)
- Cosmos (AM818)
- Asia Topic (AM 725) (он же Asia Hi Topic Киа Топик Kia Topic )

Большие автобусы
- Kia Granbird — AM927 / AM937 / AM928 (городские автобусы), AM929, AM939, AM949 (Gran Bird)

Грузовики
- Granto (AM)